# As It Was
〈As It Was〉는 가수 해리 스타일스의 노래이다. 세 번째 정규 앨범 《Harry's House》의 리드 싱글이다. 빌보드 핫 100 1위와 영국 싱글 차트 1위를 한 곡이다.
제65회 그래미상(2023년) 올해의 레코드상·노래상 후보곡이다.

## 인증
| 국가                               | 인증     | 판매량/출하량 |
| ---------------------------------- | -------- | ------------- |
| 오스트레일리아 (ARIA)              | 플래티넘 | 70,000        |
| 뉴질랜드 (RMNZ)                    | 골드     | 15,000        |
| 영국 (BPI)                         | 실버     | 200,000       |
| 판매량+스트리밍을 기반으로 한 인증 |          |               |